# Café Filho
João Fernandes Campos Café Filho (Natal (Rio Grande do Norte), 3 februari 1899 - Rio de Janeiro, 20 februari 1970) was een Braziliaans politicus. Café Filho is geboren in Natal en was eerst journalist en later gedeputeerde. In 1950 werd hij verkozen tot vicepresident van Brazilië onder president Getúlio Vargas. Vargas pleegde in 1954 zelfmoord, waardoor Café Filho de post van president overnam. Wegens zijn slechte gezondheid moest Café Filho twee maanden voor het einde van zijn termijn, die afliep op 31 januari 1956, stoppen met het uitoefenen van zijn functie. Hij wilde later zijn functie weer oppakken, maar werd hierbij tegengehouden door het leger en het congres. Café Filho was de eerste Braziliaanse president met het protestantse geloof.